# Трущанек
Трущанек (пол. Truszczanek) — село в Польщі, у гміні Розпша Пйотрковського повіту Лодзинського воєводства.
Населення — 151 особа (2011).
У 1975-1998 роках село належало до Пйотрковського воєводства.

## Демографія
Демографічна структура станом на 31 березня 2011 року:
|          | Загалом | Допрацездатний вік | Працездатний вік | Постпрацездатний вік |
| -------- | ------- | ------------------ | ---------------- | -------------------- |
| Чоловіки | 69      | 10                 | 50               | 9                    |
| Жінки    | 82      | 15                 | 47               | 20                   |
| Разом    | 151     | 25                 | 97               | 29                   |